# 2006年新斯科細亞熱帶風暴
2006年新斯科細亞熱帶風暴是一個生命週期較短的熱帶氣旋，此系統為2006年大西洋颶風季中第二個生成的熱帶風暴。此系統誕生於鳕鱼角东南偏南海域转变成温带低气压，受惠於海溫與良好的環境，於7月17日在南塔克特東南方向約390公里洋面轉變成熱帶低氣壓，並在轉化後的6個小時後增強為熱帶風暴。此後不久，此系統離開墨西哥灣暖流並接觸到水溫大幅降低的水域而迅速減弱，而此系統登陸纽芬兰岛的這段期間因強度不高，沒有造成任何損害。

## 氣象歷史
7月13日，一股冷锋离开美国东部，随后在大西洋西部上空基本停止移动。冷锋衰减并消散后留下了两片低气压区，其中偏南的一片靠近北卡罗莱纳州的低气压区发展成了热带风暴贝里尔，偏北的一片系统则于7月16日在鳕鱼角东南偏南海域转变成温带低气压。低气压向东北进入温暖水域上空，于当天晚些时候从逐渐消散的锋中分离。中心附近有对流发展出来，气旋于7月17日在南塔克特东南方向约390公里洋面转变成热带低气压。低气压加速朝东北前进，于6小时后达到热带风暴标准。风暴中出现显著的带状特征，经过继续强化，气旋于7月17日晚在新斯科舍哈利法克斯以南约395公里海域达到最大持续风速每小时85公里的最高强度。此后不久，风暴离开墨西哥湾暖流并接触到水温大幅降低的水域，其对流迅速减少，风暴也快速减弱，于7月18日退化成一片不含对流的残留低气压。系统残留穿过了纽芬兰岛，之后转向东北偏东，于7月19日消散。风暴在穿越纽芬兰前已大幅弱化，因此构成的影响很小。
美国国家飓风中心在实际操作中将此风暴归类为不符合热带天气系统特征的烈风，与之前的冷锋相连。但飓风季过后的分析中发现了足够的证据表明系统在达到最高强度时其中没有冷空气入侵，也没有锋面系统特征。经过观察和分析，气象学家认为风暴拥有对称的暖芯，只是当时仍被归类为亚热带气旋。2006年12月15日，美国国家飓风中心正式把这一天气系统重新归类为无名热带风暴。

## 影響與紀錄

正在穿越紐芬蘭與拉布拉多省的熱帶風暴

此系統靠近加拿大時，一個浮標測得每小時36英里的平均風速及每小時44英里的最大陣風，而此系統登陸紐芬蘭島的這段期間因強度不高，沒有造成任何損害，而北大西洋風暴預測中心在此系統的存續期間對其發布強風注意警報。
國家颶風中心每年都會出版年鑑以確認該年風季是否有疏漏的風暴及強度的調整，而此風暴在該年12月15日的季後年鑑資料中被認定為熱帶氣旋，若此系統在風季活躍期被發現，則會早於2006年热带风暴贝里尔被命名而使用「贝里尔」的名字。據推測，這場風暴在北緯39.1度之處發展為熱帶氣旋，打破大西洋颶風季有紀錄以來，歷年7月生成的氣旋中最北生成的紀錄，此紀錄原先由2002年热带风暴亚瑟所保持。